# Stenocarpella macrospora
Stenocarpella macrospora är en svampart som först beskrevs av Franklin Sumner Earle, och fick sitt nu gällande namn av B. Sutton 1977. Stenocarpella macrospora ingår i släktet Stenocarpella, ordningen Diaporthales, klassen Sordariomycetes, divisionen sporsäcksvampar och riket svampar.   Inga underarter finns listade i Catalogue of Life.